# گیندیب
گیندیب (به لاتین: Gindib) یک منطقهٔ مسکونی در روسیه است که در داغستان واقع شده‌است.